# 蟄居金藻目
蟄居金藻目（学名：Hibberdiales）为金藻纲的一个目。

## 下级分类
本目包括以下科：
- 蟄居金藻科 Hibberdiaceae
- 金柄藻科 Stylococcaceae